# Susanne Kiermayer
Susanne Kiermayer (n. 22 iulie 1968, Zwiesel, Bavaria, Germania) este o trăgătoare de tir germană, medaliată olimpică. A participat la 4 ediții ale Jocurilor Olimpice (1996, 2000, 2004, 2008) în care a câștigat o medalie de argint.